# Carlshamns Tidning
Carlshamns Tidning var en dagstidning utgiven 1819 (osäkert startår)  till 19 december 1840 Tidningen hette Nya Carlshamns Tidning 22 december 1840 till 26 december 1851 och sedan också 22 december 1854 till 28 juni 1855.
Tidningen trycktes hos J. Söderström 1819 -1925, P. A. Berger 1826-1828, J. M. Stenbeck 1829-1851 och 1854-55. Frakturstil och antikva användes.
Tidningen kom ut 2 dagar i veckan tisdagar och fredagar 1819-1824 och 1854-1855. Tidningen kom ut en gång i veckan fredagar 1825-1839 och 1841. Tidningen hade lördag som publiceringsdag 1840. Tidningens 4 sidor var i kvarto format 1821-1833 och sedan med 2 sp lite större 1834-1839, 1841, 1854, 55. Ett större folioformat med 3 sp 1840. Tidningspriset var 2 riksdaler banco till och med 1824 samt 1838-1839samt 1841 och 1855, 1 riksdaler 24 skilling banko 1825-1829 samt 1riksdaler 28 skilling banco 1830-1833 och 1 riksdaler 32 skilling banco 1834- 1837,  samt 2 riksdaler 16 skilling banco 1840.
I Kungliga Bibliotekets exemplar saknas årgångarna 1819, 1820, 1826-1828 och 1836, 1837.
Utgivningsbevis för Carlshamns Tidning utfärdades för boktryckerikonstförvanten Jonas Söderström 3 mars 1819, bokbindaren Peter Anders Berger 14 december 1825, boktryckaren Johan Magnus Stenbeck 22 december 1828  och direktör B. Berckenmeyer 14 januari 1839. För Nya Carlshamns Tidning erhöll Johan Magnus Stenbeck utgivningsbevis 24 november 1840.
En serie uppsatser i Carlshamns Tidning i början av 1821 rörande teater och dramatik var författad av Johan Henrik Thomander.